# Undavalli

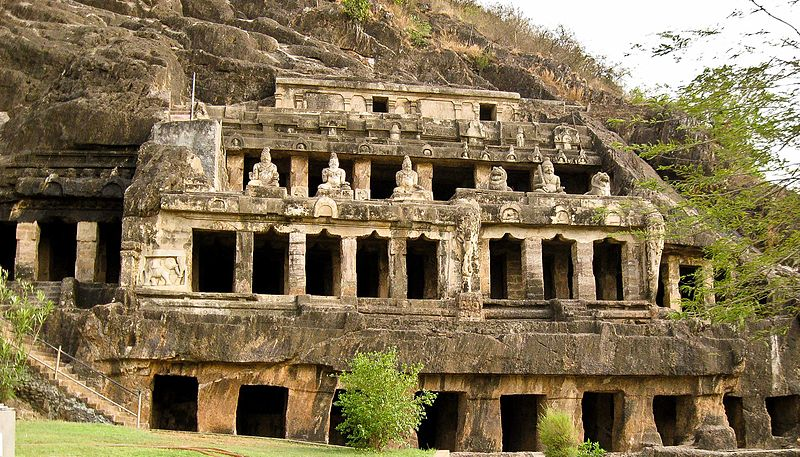
Undavalli Höhlenkloster

Das Undavalli-Höhlenkoster bei der Stadt Vijayawada im indischen Bundesstaat Andhra Pradesh ist eines der wenigen erhaltenen Beispiele seiner Art im Süden des Subkontinents.

## Lage
Das aus mehreren kleineren Mönchszellen und einem mehrgeschossigen Bau bestehende Undavalli-Höhlenkloster befindet sich an einer Felswand auf dem südwestlichen Ufer des Krishna-Flusses etwa 11 km westlich von Vijayawada in einer Höhe von ca. 40 m.

## Geschichte

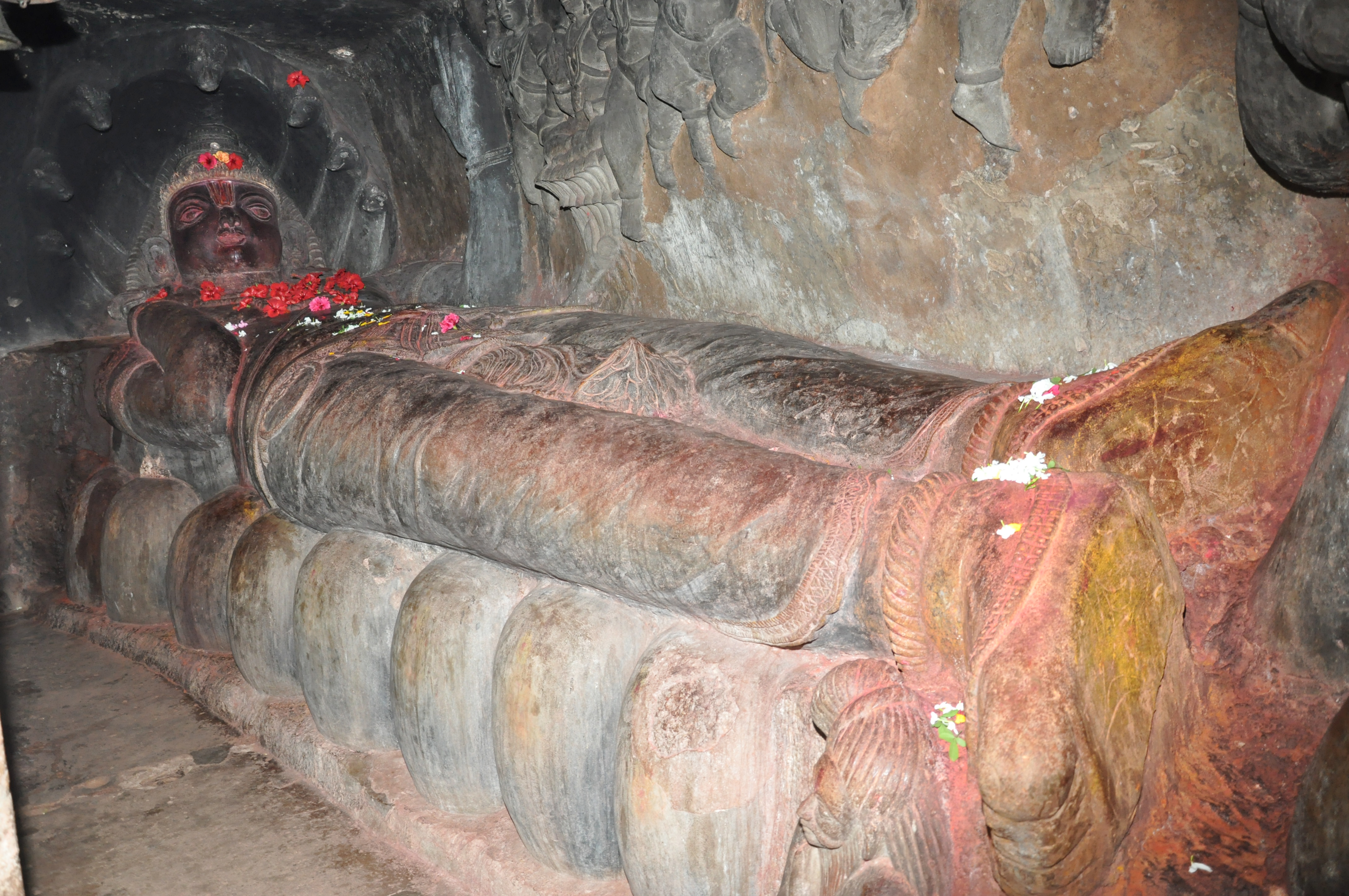
Vishnu-Narayana-Skulptur

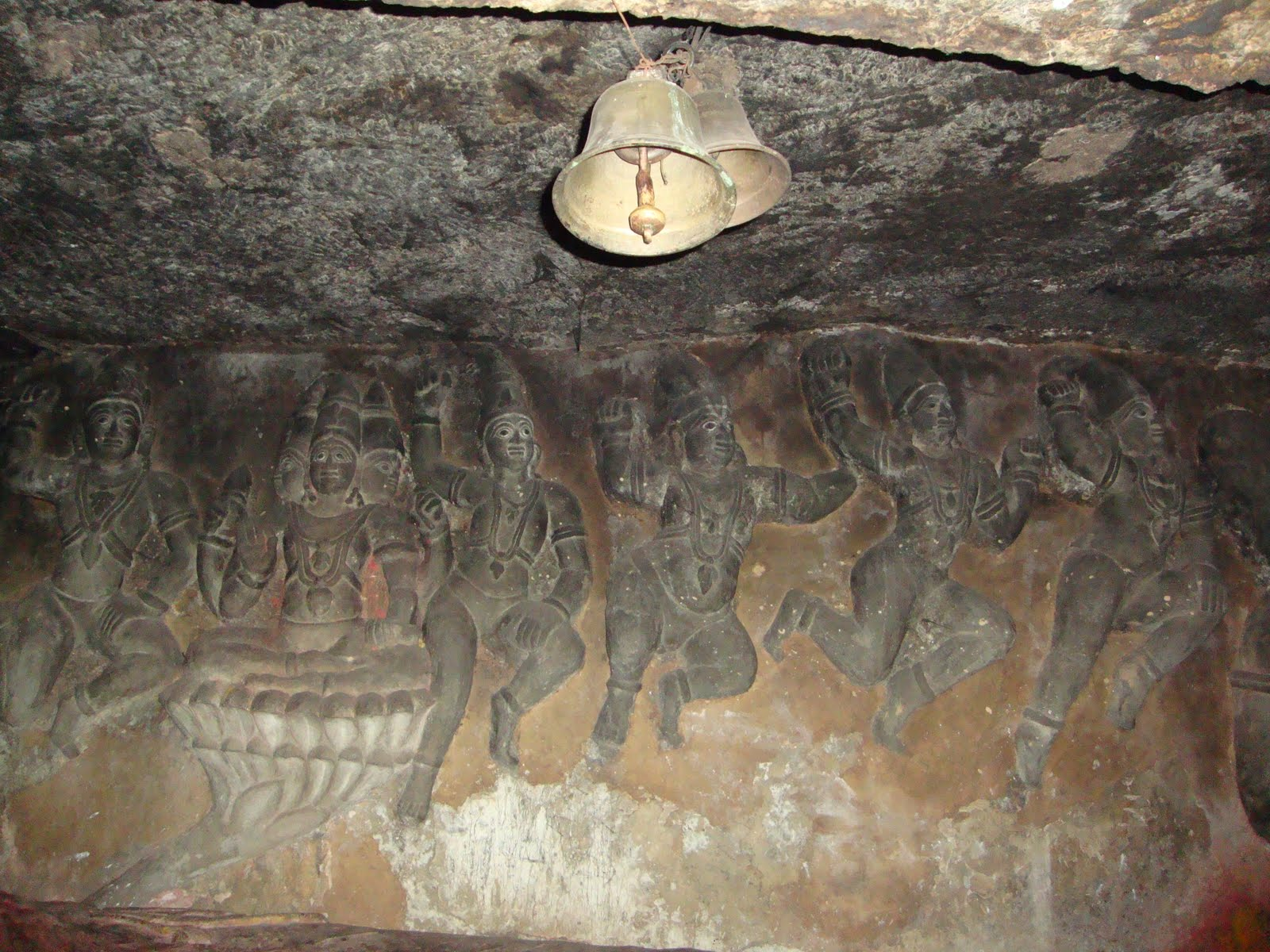
Brahma-Relief

Das im Zusammenhang mit der damals regierenden Vishnukundi-Dynastie stehende Kloster wurde wahrscheinlich im 4. oder 5. Jahrhundert aus dem anstehenden Felsgestein herausgehauen. Ursprünglich buddhistisch und jainistisch, wurde es später in eine hinduistische Kultstätte umgewandelt. 

## Architektur
Während das Erdgeschoss des viergeschossigen Hauptbaus noch recht „primitiv“ bzw. unfertig anmutet, deutet schon der Eingangsbereich des Obergeschosses auf eine spätere und entwickeltere Architektur hin. Hier finden sich in der Mitte überhöhte Eingänge mit den für Südindien typischen dreiteiligen Pfeilern, die z. T. mit Rosettenmotiven, manchmal sogar mit Figurenreliefs geschmückt sind. An der darüber befindlichen Felsdecke befinden sich mehrere chandrasala-Motive. Auf der Terrasse der dritten Ebene sitzen mehrere neuzeitliche Rishi-Figuren; die Decken sind ebenfalls mit chandrasala-Motiven geschmückt, was darüber wiederholt. Die Fassade des vierten Geschosses ist dagegen bereits neuzeitlich.

## Skulptur
Die größte und wichtigste Figur der gesamten Anlage ist die – mit dem hinduistischen Schöpfungsmythos in Verbindung stehende Liegefigur – eines auf dem Rücken liegenden Vishnu; der kissenartige Unterbau stellt bei anderen Exemplaren dieser Art die sich windende Weltenschlange Shesha dar (vgl. Deogarh oder Budhanilkantha), deren vielköpfiges Haupt das des Gottes beschützt oder nur rahmt. Die Skulptur wird manchmal auch als Buddha angesehen, doch widersprechen dieser Auffassung die Rückenlage und der Unterbau. Das daneben befindliche Wandrelief zeigt den – auf einer aus dem Nabel Vishnus sprießenden Lotosblüte sitzenden – mehrköpfigen Gott Brahma mit Begleitfiguren.
Weitere Figurenreliefs – darunter ein sitzender Ganesha – befinden sich in anderen Teilen der Klosterhöhlen.